# Cyclopinoides orientalis
Cyclopinoides orientalis is een eenoogkreeftjessoort uit de familie van de Smirnovipinidae. De wetenschappelijke naam van de soort is voor het eerst geldig gepubliceerd in 2011 door Chang.